# Valhallabadet

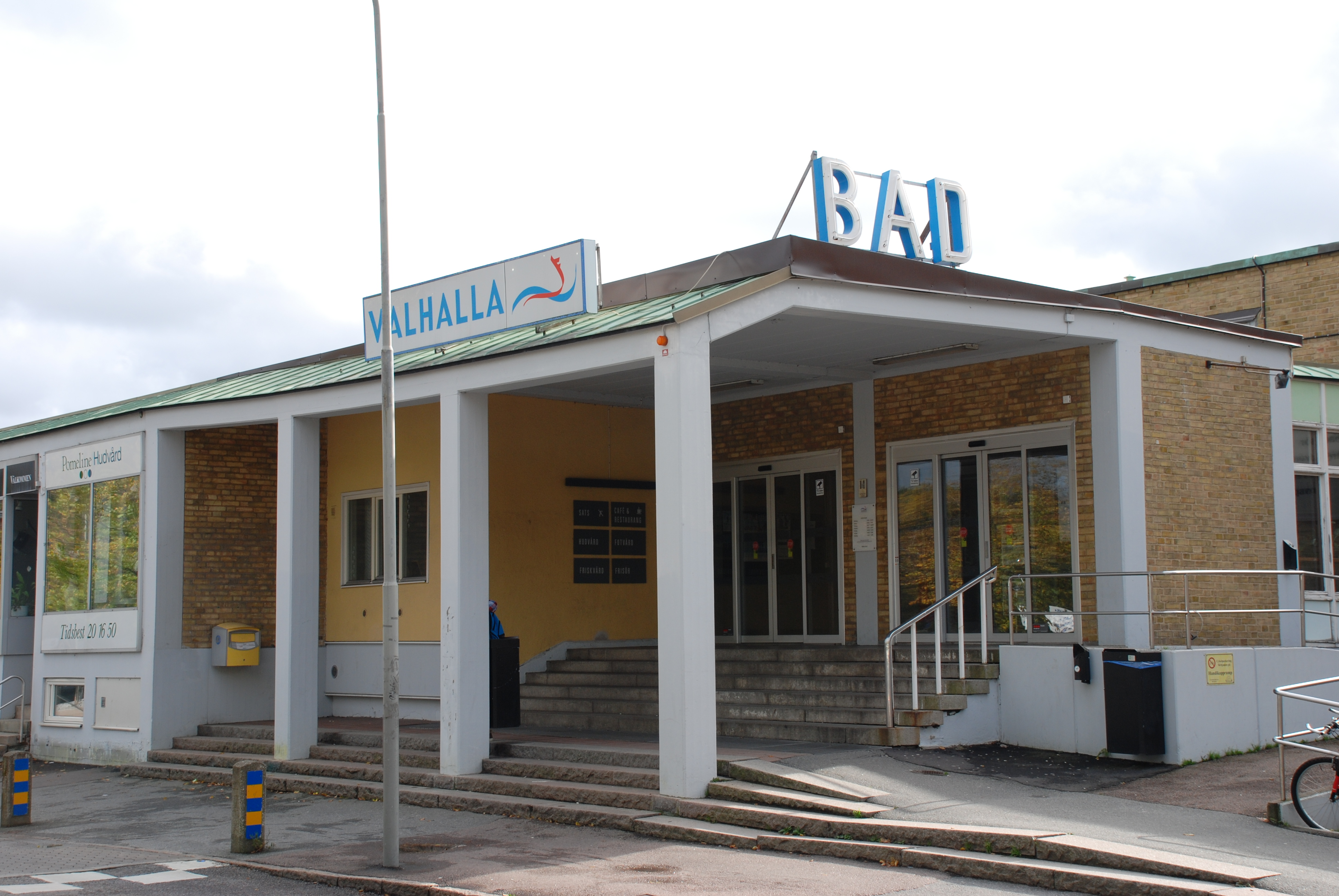
Entrén till Valhallabadet, 2012.

Valhallabadet är ett inomhusbad som ligger mellan Mölndalsån och Scandinavium i kvarteret 34 Topasen i stadsdelen Heden i centrala Göteborg. Badet invigdes av stadssekreterare Torsten Henrikson den 6 december 1956 och hade då kostat 11,8 miljoner kronor.

## Historik
Den 28 januari 1947 tillstyrkte drätselkammaren ett förslag om anordnandet av en begränsad arkitekttävling om "ett bad- och idrottshus" mellan Kommunala Mellanskolan (senare Burgårdens gymnasium) och Svenska Mässan vid Skånegatan. Tävlingen avgjordes den 9 april 1948. Badet ritades ursprungligen 1948 av arkitekt Nils Olsson med förslaget "3 ronder" men efter dennes död 1951 slutfördes arbetet av arkitekt Gustaf Samuelsson. Nils Olsson belönades för byggnaden med en bronsmedalj vid konsttävlingarna vid Olympiska spelen i London 1948. I maj 1949 tillstyrkte drätselkammaren förslaget med smärre ändringar. Den drivande kraften till att de första spadtagen togs vid Valhallabadet var Sixten Högberg, som ägnade mer än halva sitt liv åt att få till ett badhus av internationell klass i Göteborg.
Göteborgs befolkning växte kraftigt under 1920- och 1930-talen, och behovet av en större anläggning för bad- och simmöjligheter likaså. Efter ett antal utredningar, beslutade Göteborgs stadsfullmäktige den 16 juni 1949 att 7,6 miljoner kronor skulle anslås till ett nytt "bad- och idrottshus" på Burgårdsområdet. Regeringen beviljade byggnadstillstånd 1952.
Första spadtaget till det nya badet togs 9 februari 1953, och den 15 mars 1956 beslöt styrelsen för Renströmska baden att det nya badet skulle heta Valhallabadet. Walhalla idrottsplats hade då legat i närområdet åren 1908 till 1921. Valhallabadet byggdes på den mark där den tidigare Burgårdskolonin legat. Denna koloni var den första som den då nybildade Föreningen Göteborgs koloniträdgårdar anlade, år 1906. Kolonins yta var 35 600 m² och bestod av 130 lotter på 240 m² vardera. År 1923 fick kolonin Svenska Mässan som granne, och 1956 avröjdes området för att ge plats åt Valhallabadet.
Ursprungligen rymde Valhalla 1 235 sittplatser, 420 ståplatser och kunde betjäna 600 badande samtidigt. Simhallen har en längd av 43,5 meter. Största bredd är 39 meter och största höjd 14 meter. Genom en hydrauliskt höj och sänkbar brygga, kunde simbassängen ursprungligen avdelas till en 25 metersbassäng. Djupet i bassängens större och djupare del varierar mellan 4,5, 4,8 och 2,1 meter, medan djupet i den grundare bassängdelen varierar mellan 0,9 och 1,2 meter. Det trappformigt byggda hopptornet har trampoliner för 5, 7,5 och 10 meters höjd. Dessutom finns svikter för 1 och 3 meters hopphöjder. 
Båda gavelväggarna i simhallen har beklätts med glasmosaik efter nonfigurativa kompositioner av konstnären Nils Wedel, med en sammanlagd yta av cirka 700 kvadratmeter. Byggnadsyta var drygt ett tunnland och byggnaden har en volym av 67 000 kubikmeter.

## Arkitekturen
I tidskriften Byggmästaren 1958 presenteras Valhallabadet tillsammans med två andra nybyggda bad: Badhuset i Luleå (Pontusbadet) och Simhallsbadet i Malmö. Erik Thelaus skriver i sin inledande kritik "Några nya badhus", hur flertalet badhus uppförts under 50-talet och flera är på gång. De tre som presenteras räknas till de största. Storleken nämns som den största arkitektoniska utmaningen hos de nya baden vilket innebär såväl utmaningar med planlösningar, volymuppbyggnad och naturligt ljus.
I protokollet för arkitekttävlingen 1948 beskrivs Olssons förslag ”3 Ronden” som särskilt lyckat gällande det naturliga ljuset. Genom ett sågtandat tak över omklädningsdelen möjliggjordes naturligt ljusinsläpp även i de djupa omklädningsrummen. Badets olika funktioner är uppdelade i separata volymer som bryter ner skalan och relaterar till omgivningen.
I Gustav Samuelssons beskrivning av Valhallabadet i Byggmästern 1958 beskrivs hur Valhallabadet utformades som ett bad utan klassindelning – endast komforten i omklädningsavdelning bestämde prisskillnaderna. Det kunde väljas mellan liggbås, sittbås eller klädskåp. Även barnen fick egna omklädningsrum, vilket speglar tidens demokratiska folkhemsideal där alla ska få ta del av det offentliga.
Gällande de tekniska detaljerna beskriver Samuelsson hur skötsel av glasundertaket, högtalare och lysrör sköttes genom en hängtravers under taklanterninen. Akustiken i bassängrummet tillgodosågs med ett undertak av 3/4 x 3” finsågade bräder lagda med 1 cm mellanrum, under vilka en 25 mm stenullsmatta i pappershölje monterades, ventilationen utfördes genom delvis genom läktarens nederdel, delvis genom fönstren och vid behov genom taket.
Konstruktionen spelar en framträdande roll på flera håll i badet, på flera håll passerar besökare genom det bärande systemet, men mest framträdande är bärverket i bassängrummet som bärs upp av sex breda ramar. Fribärande trappor leder upp till en solaltan, tidigare separerad i en mans- och kvinnoavdelning. Byggnadskonstruktionerna utfördes av professor Hjalmar Granholm, även känd för konstruktionen till Konserthuset i Göteborg.

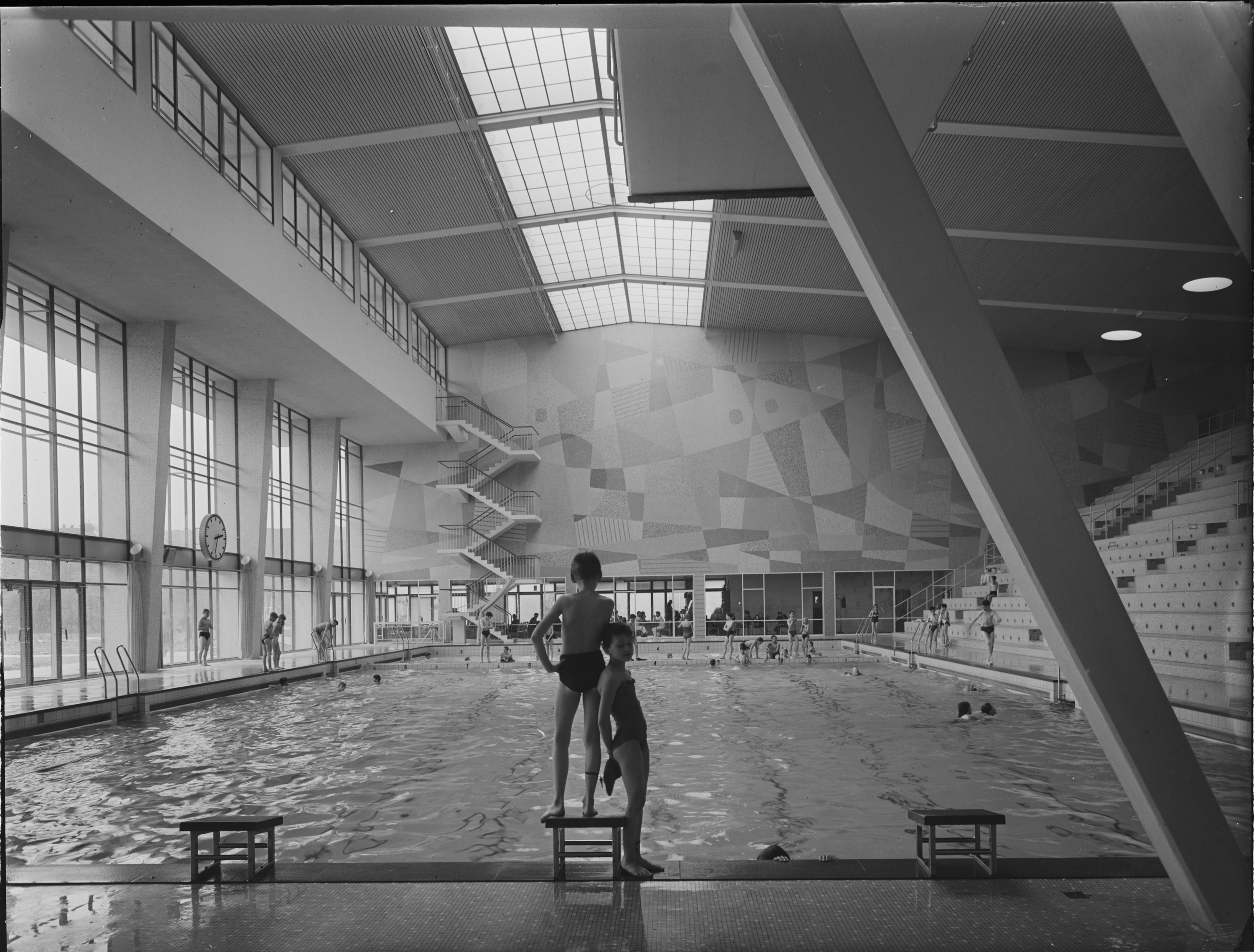
Valhallabadet, fotograferat av Sune Sundahl 1957